# إريك بيدروزا
إريك بيدروزا (بالإسبانية: Erik Pedroza)‏ هو لاعب كرة قدم مكسيكي، ولد في 11 أبريل 1994. لعب مع نادي أونيفرسيداد ناسيونال.

## وصلات خارجية
- إريك بيدروزا على موقع قاعدة بيانات كرة القدم.إي يو (الإنجليزية)
- إريك بيدروزا على موقع AS.com (الإسبانية)